# Länsväg 273
| 273 |

Länsväg 273 er en länsväg der går mellem Märsta i Sigtuna kommune og Spånga nær Alunda i Östhammar kommune.
Vejen begynder i  Länsväg 263 lige uden for Arlandastad, den passerer under motorvej E4 som går mod Stockholm og Sundsvall. 
Vejen føres et kort stykke som motorvej (Arlandaleden) som går mod Stockholm-Arlanda Airport. Länsväg 273 forlader derefter motorvejen og passerer Arlanda via to flybroer der går under rullebanerne til bane 3. Den forsætter derefter videre forbi Riksväg 77 ved Husby-Långhundra og Almung hvor den krydser Länsväg 282. Vejen ender i Länsväg 288 ved Spånga som er en landsby der ligger syd for Alunda.

## Trafikpladser og afkørsler
- Motortrafikvej begynder
- Motorvej begynder
- 181 Trafikplats Arlanda E4 → Stockholm, Sundsvall
- Ruten forlader Arlandaleden 273 → Norrtälje, Almunge, Arlandastad N
- Motorvejen forsætter mod Stockholm-Arlanda Airport

| Veje og vejanlæg | Spire Denne artikel om veje eller vejanlæg er en spire som bør udbygges. Du er velkommen til at hjælpe Wikipedia ved at udvide den. |